# Mroki duszy
Mroki duszy (tytuł oryg. Dark Corners) – amerykańsko-brytyjski film fabularny z 2006 roku, napisany i wyreżyserowany przez Raya Gowera, z Thorą Birch i Tobym Stephensem obsadzonymi w rolach głównych. Film miał swoją premierą podczas Festiwalu w Cannes w maju 2006.

## Opis fabuły
Susan Hamilton jest spełnioną zawodowo mężatką, która jednak nie może zajść w ciążę. Właśnie z tego powodu nieustannie znajduje się pod presją stresu, co zaczyna przysparzać jej niepokojących, brutalnych koszmarów z udziałem jej alternatywnej osobowości i prześladującego jej psychopaty Nocnego Łowcy (który to istnieje i przykuwa uwagę mediów w świecie realnym). Za namową przyjaciółki Susan szuka pomocy u psychoterapeuty i zarazem hipnotyzera, doktora Woodleigha. Udaje mu się zapobiec występowaniu nocnych koszmarów u Susan, lecz nie na długo. Wkrótce w uporządkowany świat Susan wdaje się chaos, a w jej otoczeniu zaczyna dochodzić do serii dziwnych zdarzeń. Co więcej, widz w miarę upływu filmu coraz bardziej zagłębia się w wątek Karen Clarke, rzekomo alternatywnej osobowości Susan, która z kolei zaczyna udowadniać, że to Susan Hamilton jest wytworem jej wyobraźni.

## Obsada
- Thora Birch − Susan Hamilton/Karen Clarke
- Toby Stephens − dr. Woodleigh
- Christien Anholt − David Hamilton
- Joanna Hole − Elaine Jordan
- Lorraine Bruce − Mary Sullivan
- Ray Charleson − Kyrke-Smith
- Michael J. Reynolds − dr. Richardson
- Alan Perrin − detektyw Jackson/detektyw Flint
- Glenn Beck − pan Saunders
- Oliver Price − Needletooth
- Sheryl Gannaway − Judith Palmer
- Sarah Whitefoot − Jennifer Landau
- Rupert Degas − głos Needletootha

## Realizacja i wydanie filmu
Film kręcony był u schyłku 2005 roku, w dniach od 11 października do 6 listopada. Zdjęcia realizowano w Anglii, głównie w południowo-zachodniej dzielnicy Londynu Putney oraz miejscowości Bushey w hrabstwie Hertfordshire. Budżet, jaki posłużył twórcom do nakręcenia filmu, choć względnie niski, pozostaje nieznany.
Światowa premiera filmu nastąpiła 10 maja 2006 roku w trakcie prestiżowego Cannes Film Festival. 10 października 2006 Mroki duszy zaprezentowano podczas przeglądu AFIFEST w Stanach Zjednoczonych. Film dystrybuowany był na rynku DVD na przestrzeni kolejnych trzech lat, a 29 kwietnia 2011 miał on swoją premierę telewizyjną w Polsce (wyemitowała go stacja Polonia 1; następnie w czerwcu Tele 5).